# Ak-Ötök
Ak-Ötök (kirgisisch Ак-Өтөк) ist ein Dorf in Kirgisistan mit – Stand 2021 – 401 Einwohnern.

## Geographie
Das Dorf liegt im Rajon Batken des Oblus Batken. Es ist das administrative Zentrum der Landgemeinde Tört-Kül. Es liegt 37 Kilometer von Batken entfernt direkt an der Grenze zur usbekischen Exklave Soch (usbekisch Soʻx) und wird vom gleichnamigen Fluss Soch durchflossen.

## Bevölkerung
| Jahr | Einwohner |
| ---- | --------- |
| 2002 | 255       |
| 2009 | 360       |
| 2021 | 401       |